# Petz György
Petz György (Budapest, 1955. február 28. – 2020. augusztus 24.) magyar író, költő, a budapesti Fazekas Mihály Gimnázium tanára, a Szépírók Társaságának a tagja, a Héttorony irodalmi portál szerkesztője. Írói álneve: Georges Armeaux.

## Életpályája
Tanulmányait a szegedi József Attila Tudományegyetemen végezte. Kezdetben egy évtizeden át Szegeden tanított, majd Budapesten a Budai Nagy Antal Gimnáziumban
A Szegeden töltött tíz év után Budapesten folytatta pályáját a Budai Nagy Antal Gimnáziumban, egy évtizeden át a Gondolat, a Göncöl és a Kassák kiadók szerkesztőjeként működött. Pályája végén a budapesti Fazekas Mihály Gimnázium tanára, valamint a  a Héttorony irodalmi portál szerkesztője volt.

## Művei
- Georges Armeaux: Maga a tettes; Babits, Szekszárd, 1989 (krimiparódia)
- Murphy okoskodik avagy Murphy mindent tud, de semmi egyebet; Kassák, Bp., 1992
- Kérdések és válaszok a görög mitológiáról; Anno, Bp., 1996
- Murphy nem változik, csak nagyobb hűhót csap; Anno, Bp., 1997
- Fölvett arc. Szerelmem, Mexikó. Conchita és Frida regénye; Stádium, Bp., 1998
- Kérdések és válaszok a Bibliáról – az Újszövetség; Magyar Könyvklub, Bp., 2003 (Iskola – könyv)
- Feladatgyűjtemény Madocsai László Irodalom a középiskolák 9. évfolyama számára című könyvéhez; Nemzeti Tankönyvkiadó, Bp., 2005
- Feladatgyűjtemény Madocsai László Irodalom a középiskolák 10. évfolyama számára című könyvéhez; Nemzeti Tankönyvkiadó, Bp., 2006
- Csillagalattjáró; Napkút, Bp., 2011 (Káva téka)
- Gyermekkönyv (Bolha a világ ura)
- Verseskötet (Te is Az vagy)
- rádiójátékot (Maga a tettes)
- kisregénytrilógia (De fenyő; Életre való; Az ecetfa illata)[3]
- ismeretterjesztő könyv (Újszövetség; Ószövetség)